# 陳惠 (隋朝)
陳惠（？—609年）是隋朝官員，玄奘法師的父親。出身名門，為東漢名臣陈寔的后代，父親陳康曾任北齊的國子博士:285。據《大慈恩寺三藏法師傳》描寫，陳惠身高八尺，「美眉明目」。他曾任陳留令，後遷江陵令，隋朝大業年間，國勢衰微之時，他便託病辭官，返鄉隱居，有識之士都嘉許他的作法。

## 家庭
妻子為廣平宋氏，隋洛州長史宋欽之女。共育有四子一女，二子陳素，為長捷法師；幼子陳褘，為玄奘法師。